# Pied de cochon

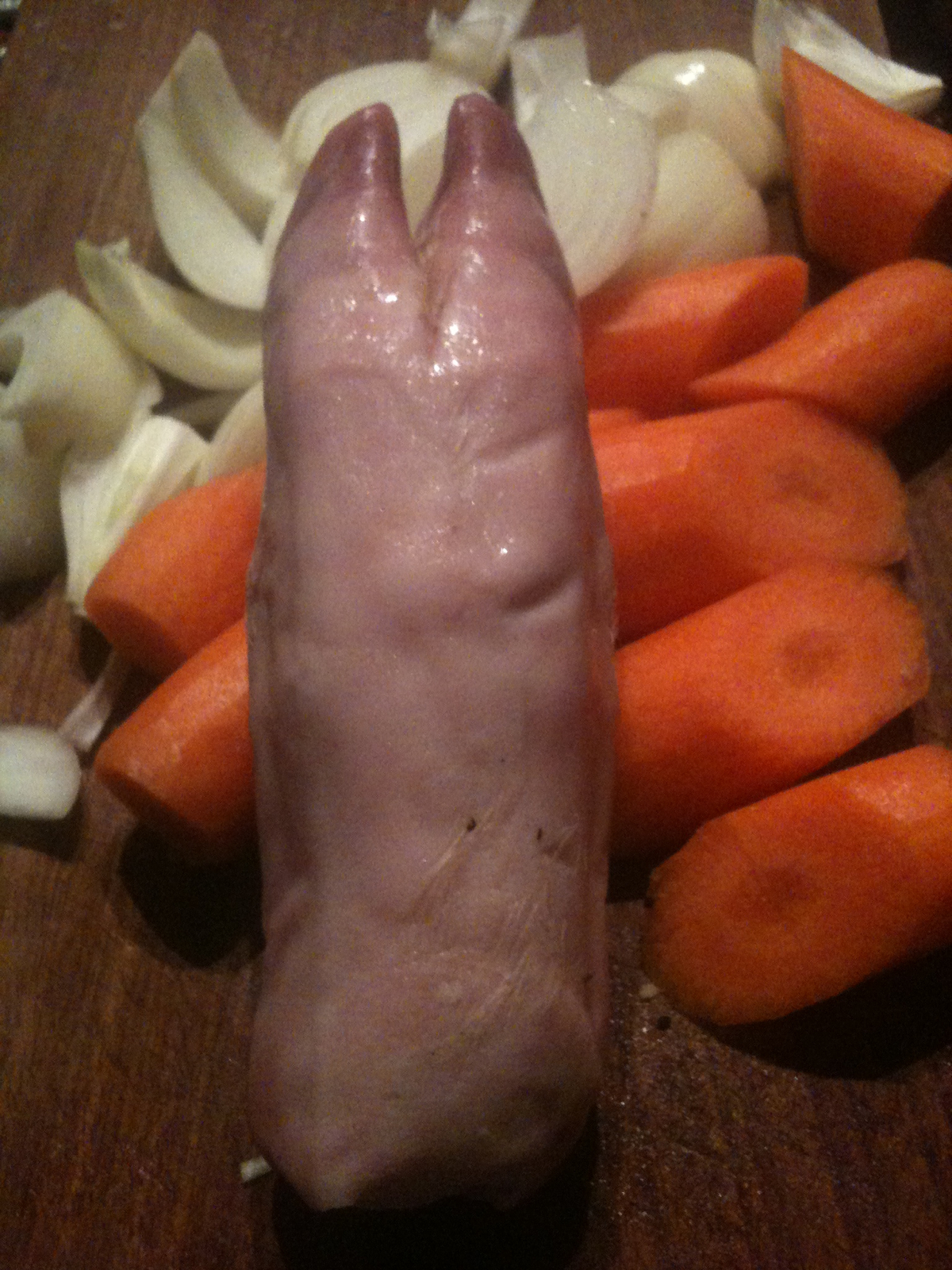
Pied de cochon.

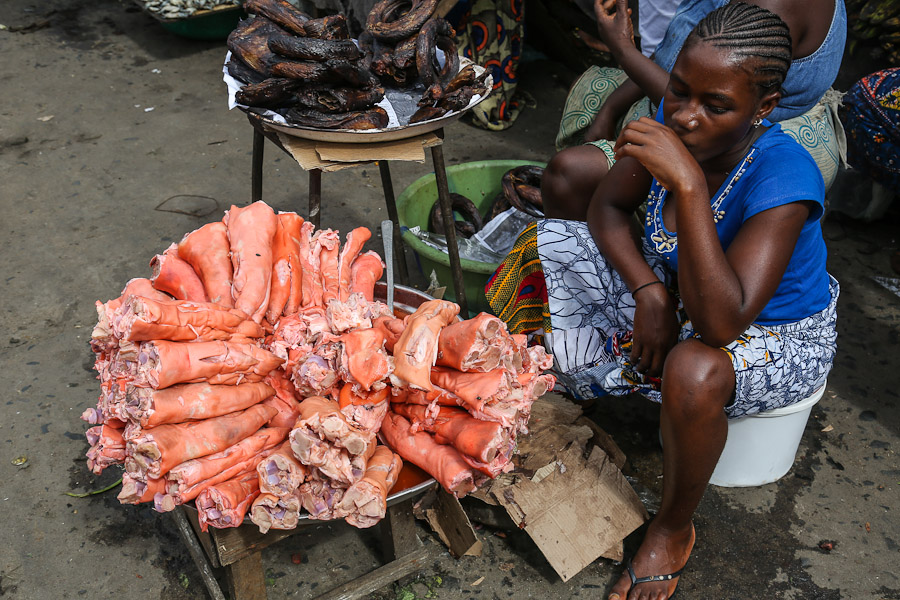
Vente de pieds de cochon à Monrovia (Liberia).

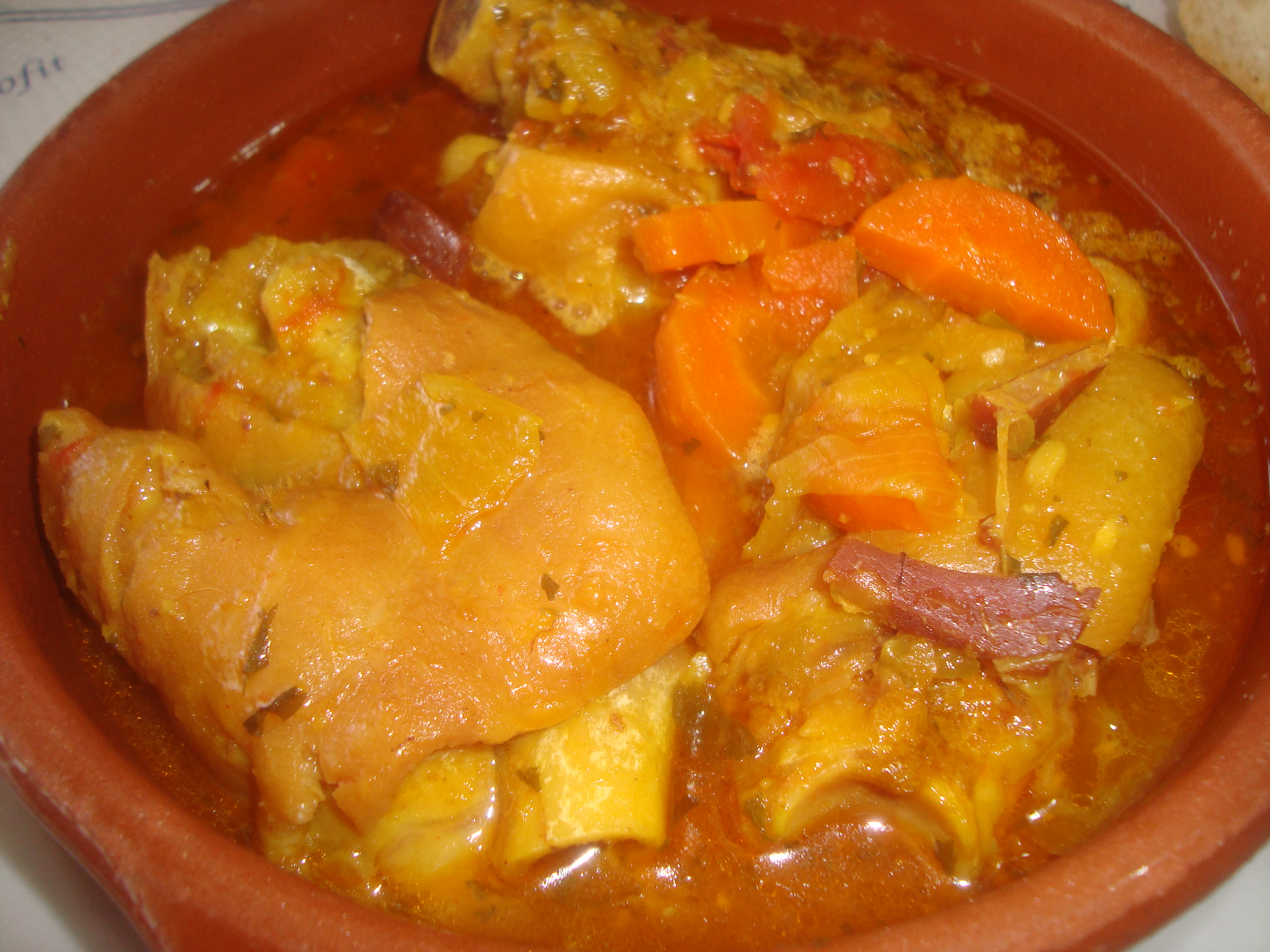
Pied de cochon.

Un pied de cochon, ou pied de porc, est un abat composé des pattes de cochon. Le pied de cochon peut être pané et cuit au four. Il peut être aussi grillé tout simplement, ou accompagné d'une vinaigrette.

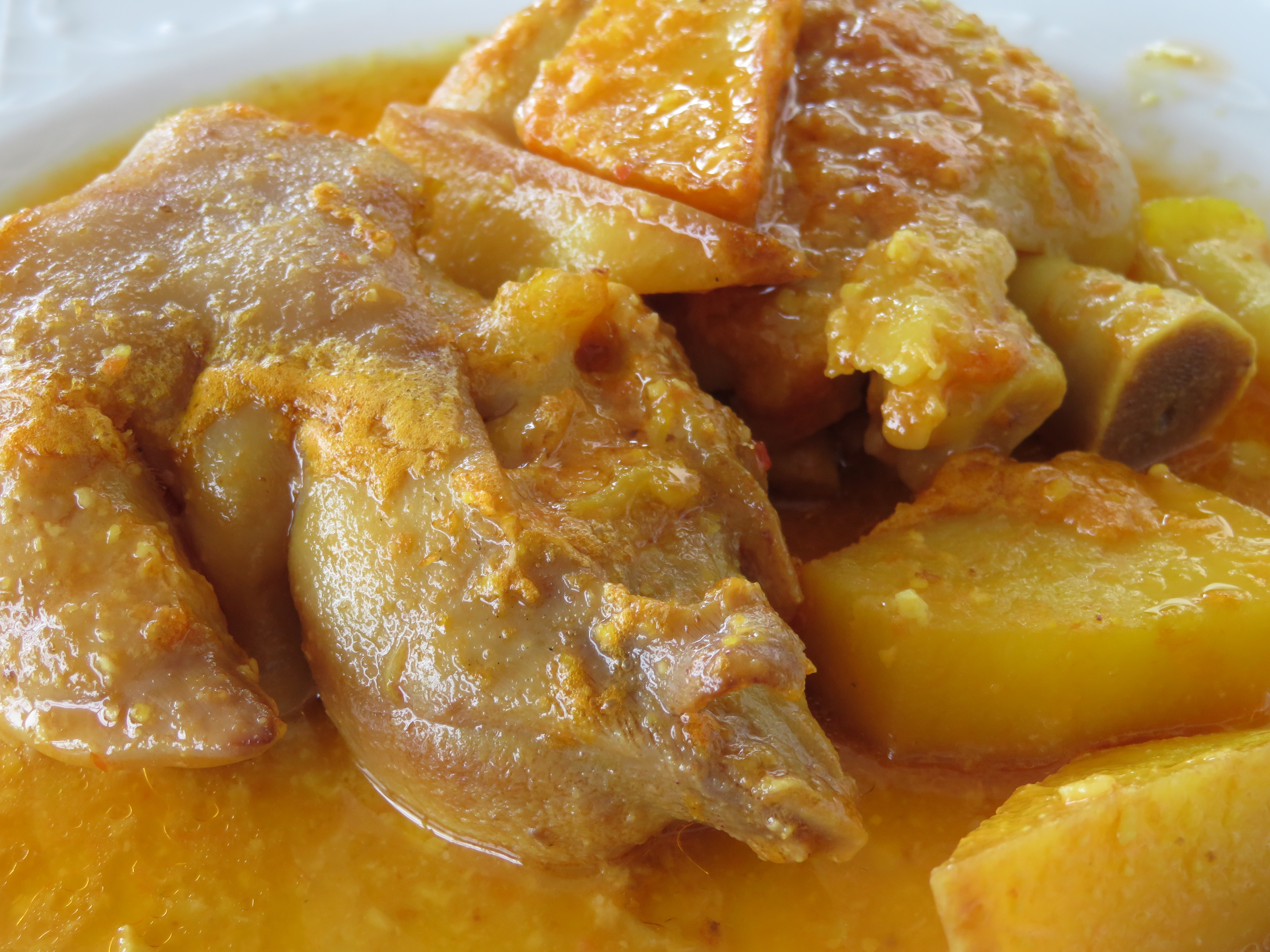
Pied de cochon.

## Dans la fiction
Dans la série policière Le Poulpe créée par Jean-Bernard Pouy, le héros, Gabriel Lecouvreur dit le Poulpe, a son quartier général dans le bistrot Au pied de porc à la Sainte Scolasse tenu par Gérard et Maria. Ce restaurant fictif est inspiré à la fois d'une véritable recette, le pied de porc à la Sainte-Menehould, et d'un ancien bistrot de quartier, Le Pied rare, qui désormais porte le nom de Le Petit Bougnat.

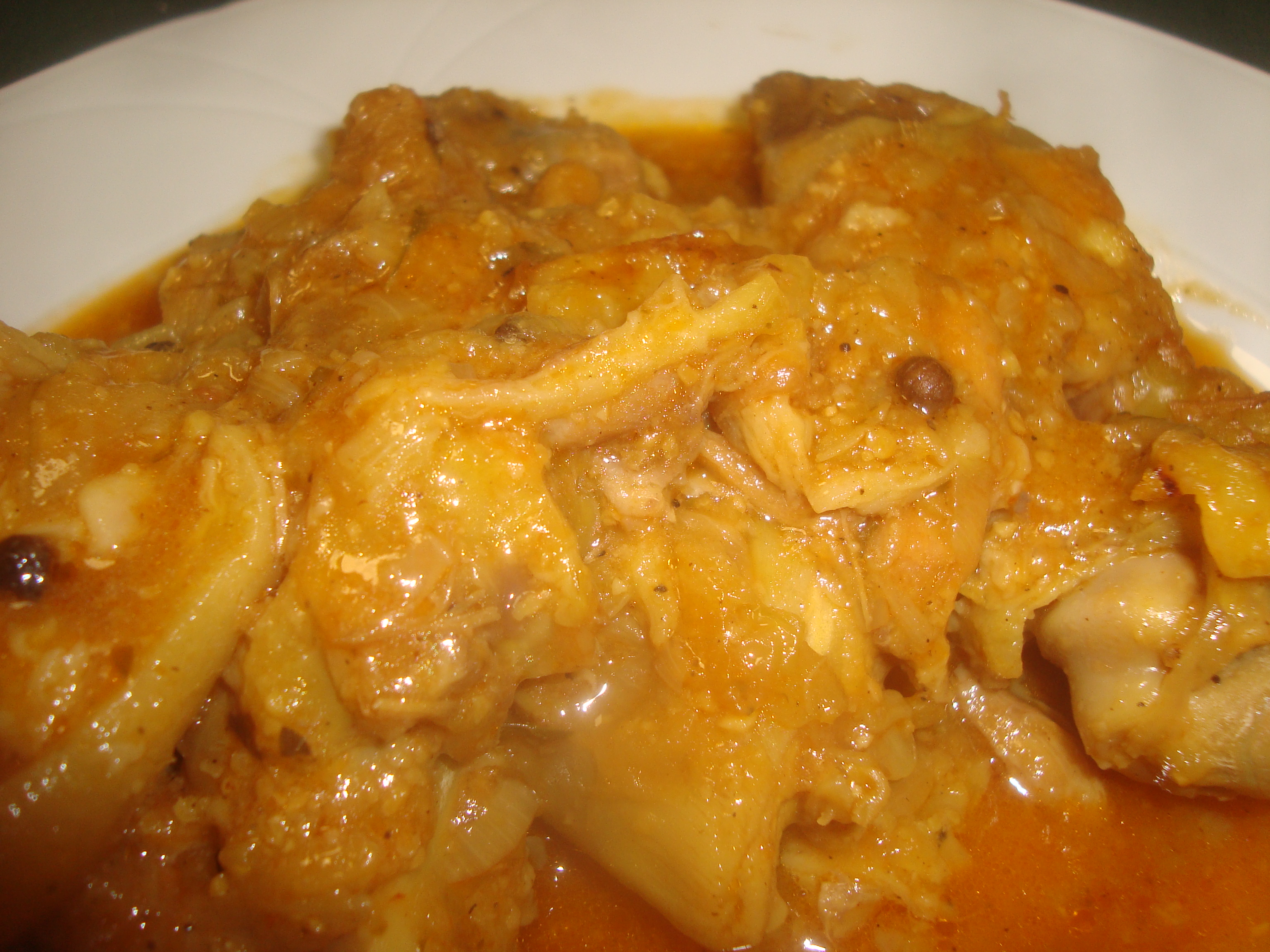
Pied de cochon.